# Шмидт, Иоганн Рудольф

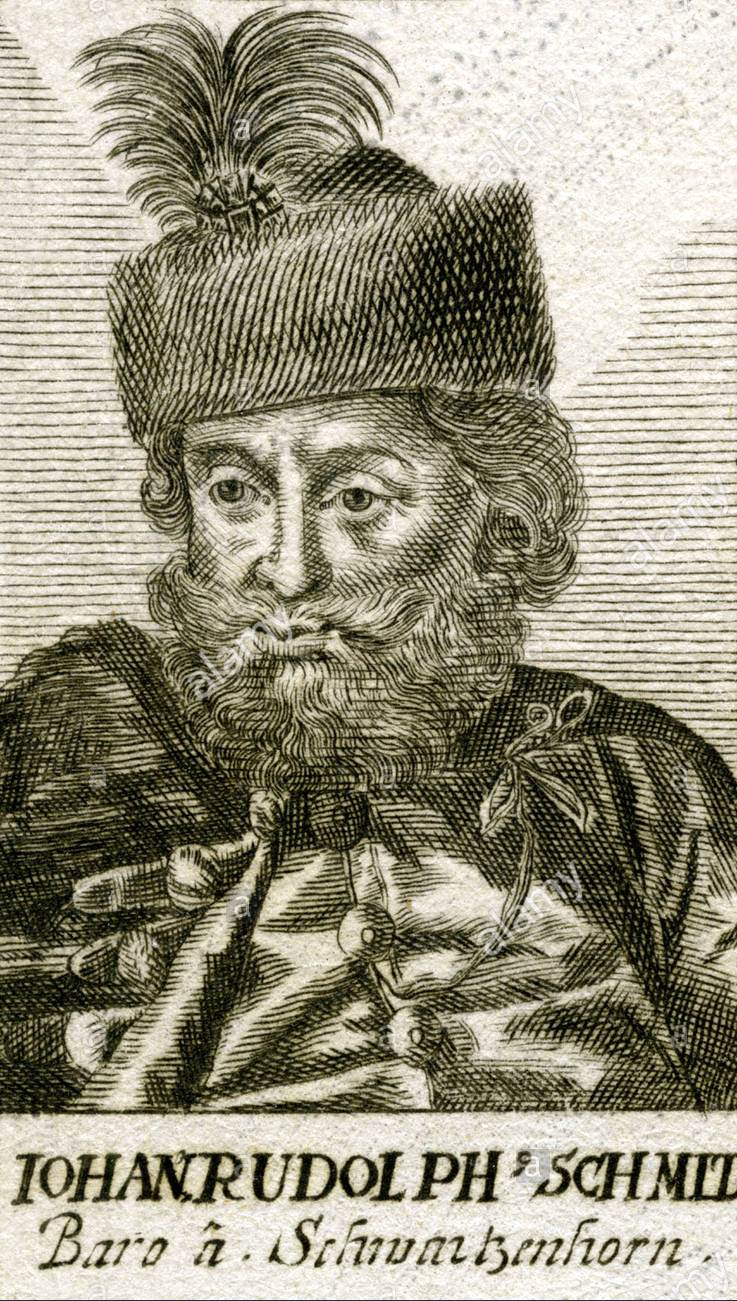
Портрет И. Шмидта фон Шварцгорна

Иоганн Рудольф Шмидт фон Шварцгорн (нем. Johann Rudolf Schmid von Schwarzenhorn; 17 апреля 1590, Штайн-ам-Райн, Шаффхаузен — 12 апреля 1667, Вена) — австрийский дипломат, художник, коллекционер, переводчик, поэт.

## Биография

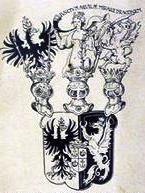
Герб И. Шмидта фон Шварцгорна.

Сын городского старосты. После смерти отца, был взят под опеку австрийский офицером, с которым в 1599 отправился в Верону, где получил художественное образование, а позже, на войну против Османской империи.
В 1606 попал в плен и находился в рабстве у турок до 1624 года. Прекрасно выучил их язык и, после того, как был выкуплен императорским посланником с 1624 до 1629 участвовал в дипломатических переговорах о мире между Османской империей и Австрией и был переводчиком.
Во время Тридцатилетней войны, в качестве посла Австрийской монархии при дворе Блистательной Порты жил в Стамбуле (1629—1643).
Член Имперского военного совета в Вене с 1644 (председатель — с 1651), сосредоточил своё внимание, в первую очередь, на восточной политике.
В 1648—1654 вновь представлял австрийского императора в Стамбуле. Тогда ему удалось предотвратить вступление в войну с турками. В 1647 Шмидту был пожалован титул барона Шварцгорна.
Был также поэтом, художником и коллекционером, особенно, картин с видами Стамбула.